# La signorina Mezzanotte
La signorina Mezzanotte (Mademoiselle Midnight) è un film muto del 1924 diretto da Robert Z. Leonard. Sceneggiato da Carl Harbaugh e John Russell, il film fu prodotto da Robert Z. Leonard per la Tiffany Productions.

## Trama
Avendo ereditato dalla nonna francese il gusto per l'avventura, la bella Renée de Quiros, entrata in possesso di una tenuta messicana, si propone di conquistare un giovane diplomatico americano in visita in Messico. Il bandito João fa un'incursione in casa sua, uccidendo suo padre.
In seguito, João ottiene dallo zio di Renée il consenso per sposare la ragazza ma lei gli sfugge, riuscendo a raggiungere l'innamorato americano con cui si sposa a mezzanotte.

## Produzione
Il film fu prodotto dalla Tiffany Productions.

## Distribuzione
Il copyright del film, richiesto dalla Tiffany Productions, fu registrato il 23 giugno 1924 con il numero LP20327. 
Distribuito dalla Metro-Goldwyn Pictures Corporation, il film - presentato da Robert Z. Leonard - uscì nelle sale cinematografiche statunitensi il 14 aprile 1924. In Italia venne inizialmente bandito, ma in seguito permessa la distribuzione, avvenuta nel 1926 ad opera della Tiffany
Copie complete della pellicola si trovano conservate negli archivi del Gosfilmofond di Mosca e in quelli dell'UCLA Film And Television Archive di Los Angeles.